# 李樹蘭

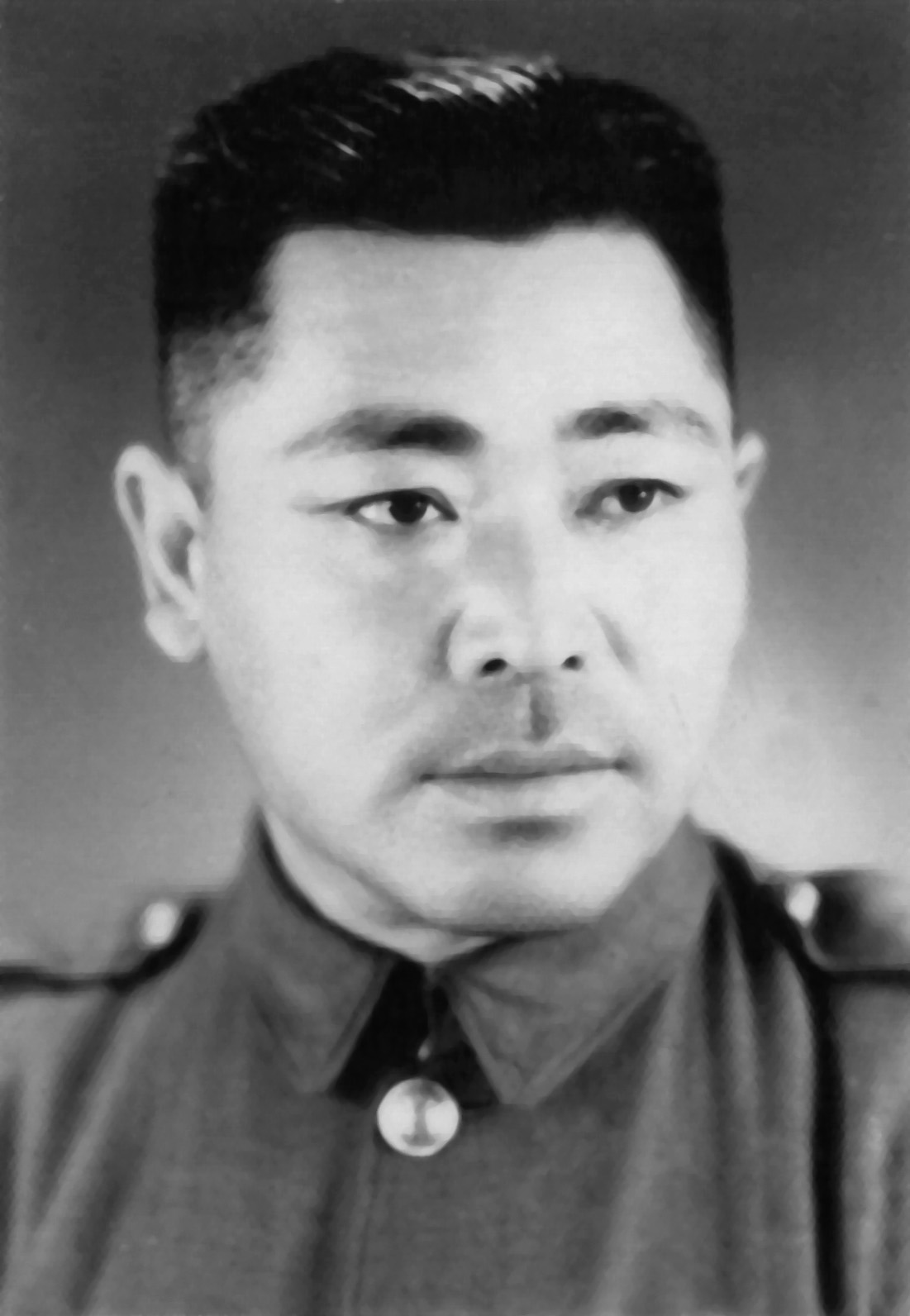
陸軍少將 李樹蘭

李樹蘭（1907年5月18日—1970年4月22日），字馨齋，出生於直隸省灤縣（今河北省唐山市），是國民革命軍第十八軍中的抗日名將，參與無數戰役，英勇善戰屢建奇功。尤其以抗戰史上著名的石牌大捷，他率八名槍兵，去防守岌岌可危的四方灣，擊潰數百追殺上來之日軍，使全戰線轉危為安，石牌保衛戰終致完全勝利，此戰役國軍高級將領榮獲青天白日勳章五座。又戡亂戰役，金門古寧頭大捷，他正確的指揮，明快果決的處置，且親臨前線督戰，全體官兵乃一舉殲滅了來犯的共軍，將軍因顯赫戰功而被譽為「金門之虎」，其所統率的一一八師被稱為國軍中之「虎軍」。

## 早年經歷
李樹蘭，生於民前四年（1907年）農曆五月十八日。家世代務農，敦厚樸實。父李遇春早逝，母孫氏於唐山大地震時罹難。民初年代，教育尚未普及，民智未開，國家處於外則列強爭相侵略，內則軍閥割據，故李樹蘭弱冠即立志從軍報國。曾考入黃埔軍校五期肄業，但因丁憂而中途輟學返鄉奔喪，身為長子，故為母親強留在家繼承祖業務農。然終因志趣不合，毅然再度投身軍旅，1928年即在北方軍第四十七師擔任排長。當時中國正是軍閥氣焰囂張，中共也擁兵自重，李樹蘭乃隨軍參與討伐軍閥及敉平叛軍之作戰。計有洛陽討馮，鄭州伐閻，及江西剿共諸戰役。因驍勇善戰，屢獲層峯之嘉許，並接連提拔為連長、營長、至團附，時李樹蘭年二十四歲。1932年，李樹蘭申請入中央軍校高等教育班第一期深造，畢業後轉入國民革命軍服務，復從基層幹起。

## 對日抗戰

### 前期戰役
抗戰軍興，李樹蘭任職陸軍第十一師上尉連長。隨軍參加上海羅店保衛戰，鏖戰三閱月，堅守陣地，身負重傷。因此战功，傷癒返部后，即晉升由營附而營長。1940年當陽戰役，痛殲日軍，又因功勳顯赫，擢升為第十一師第三十一團中校副團長。

### 石牌戰役
1943年5月，日本軍發動鄂西攻勢，妄圖奪取四川門戶石牌要塞，溯江而上，進窺巴蜀，於長江兩岸地區，集結數個師團兵力，約10萬之眾，擬分進合擊，企圖奪取控制四川門戶的石牌要塞。:3然後溯江而上，進窺巴蜀，摧毀中華民國抗戰根據地，藉此以結束其侵華戰爭。胡璉當時任第十一師師長，率領所部扼守石牌要塞核心陣地。:4胡璉下嚴厲命令，並親自督同全體官兵，畫夜不分鑿山構工。:15也請准上級，派若干工兵和石工（民），前來幫助。:15友軍第十八師掩護側翼陣地。戰鬥於5月28日拂曉展開，首二日，日軍第39師團數千人，在大砲及飛機交相掩護下，向要塞前中國軍陣地猛烈進犯。守軍憑險應戰，雙方廝殺慘烈，日軍屢攻不逞，死傷遍野。國軍也有兩個連傷亡殆盡，且有營長、連長、排長數人壯烈犧牲。尤其在29日黎明時分，全面激戰開始，日軍攻勢更為兇猛，地面砲火與空中轟炸，輪番交替進行，戰況空前慘烈。

#### 傳奇故事 - 一個班的緊急救援
在本日之戰鬥中，最值得敘述的，是四方灣之戰的奇特險勝。原來配置掩護要塞右後側的友軍，由於全線崩潰，日軍乃集中全力，向第十一師陣地猛攻，致戰線數處被突破。情況更糟的，是因友軍的潰兵散卒湧向四方灣，日軍也跟著追殺上來。而四方灣是要塞核心到第一線第三十一團與相鄰友軍間的一個要衝，如果此地有失，第十一師將被截成兩段，同時也切斷第三十一團之歸路，要塞主陣地就有被敵人楔入的危險。在這千鈞一髮危急時刻，胡璉師長無計可施，突然想到勇將李樹蘭，就命他以副團長之尊，從激戰的陣地中抽調8名槍兵，限30分鐘內趕赴四方灣，搶先扼隘，負責防守。李樹蘭欣然受命，準時趕到，並以電話請師長放心，便立即展開其應戰之策。
他首先向湧到四方灣的散兵遊勇們宣佈：「我奉師長指派，負責此地防務，你們不管是那一軍那一師的弟兄，現在都要歸我指揮，聽我命令接受任務，如有違犯，一律軍法從事！」
軍人一向崇拜英雄，他們看見李樹蘭威風凜凜，英勇無懼，一副不可侵犯的氣勢，就都服服貼貼聽命於他。於是這些潰退雜亂的散兵，頃刻間都變成了勇敢的戰士。李樹蘭把這些人分別編組，劃分地區，分配任務，部署成陣。並嚴格規定，敵人未到有效射程內，不准開槍。直待日軍數百追到逼近，向上仰攻時，他們就在眾寡懸殊的情形下，勇敢地以步槍、手榴彈、石頭（槍彈打不到的死角，用石頭投擲。）等有限武器，把敵人打得落花流水，大多成了谷底遊魂，其餘殘敵驚慌失措，曳尾而逃。友軍給第十一師造成的漏洞，總算給堵住。這一戰對國軍固守石牌要塞能否成功，關係至為重大。因為當日在要塞前血戰的第三十一團，受到此一勝利的鼓舞，也就反撲成功，入夜方能轉進入塞整頓。於是胡師長重新調整部署，劃分防地，規定責任，準備迎接即將來臨的短兵相接之激烈苦戰。並且通令各部，務必各就本位，盡忠職守，奮勇殺敵，決與石牌共存亡。
果然，5月30日之全面激戰，其慘烈情況更勝於前二日。日軍不斷冒死仰攻，守軍憑險沈著應戰，日軍死傷累累，屍橫遍野，械棄滿地。而5月31日整天，國軍與日軍仍在對陣之中，但敵攻堅不逞，氣勢已形衰竭，似顯露出退卻之象。至夜，胡璉乃派出若干士兵，以10人為一小組編成突擊隊，偷襲敵後各據點，進行騷擾性之襲擊。次日傍晚，更派李樹蘭副團長率步兵二連，配屬重機槍、迫擊砲各一排，往敵後方進行搜索或偷襲，在日軍撤退中又斃敵甚多。由於各線友軍失利轉進，敵軍逐漸逼近石牌，第十一師處於孤軍奮戰境地，浴血苦戰，從5月26日起，一直到打到5月31日。:4日軍屍滿山谷，乃於5月31日夜間，曳尾而退。:4直至6月3日，日軍潰敗後撤，已不具威脅要塞之安全，第十一師也因連日戰鬥，亟待休息整頓，故停止追擊前進。此後數日，國軍各路援軍全線反攻，節節進展順利，日軍乃敗退至戰前態勢，到此鄂西會戰遂告終止。此役國軍高級將領胡璉等奉頒青天白日勳章五座。:19李樹蘭因戰功突出，晉升為第十一師第三十三團上校團長。

### 後期戰役
抗戰後期，重要戰役有：三十三年常德會戰，將軍痛擊日軍於卸甲坪，戰果豐碩，獲頒五等雲麾勳章。三十四年湘西會戰，將軍率其三十三團攻擊金龍寨、濫屋沖一帶之日軍，又大獲全勝，造成了湘西大捷，再獲頒陸海空軍武功狀一軸。

## 國共再戰 (第二次國共內戰)

### 初期中原各戰役
抗戰勝利後，第十八軍在武昌整編，精簡改為整編第十一師。師轄三旅，分別為第十一旅、第十八旅，第一一八旅，每旅各轄二團。胡璉親任師長，他為平衡提升各旅之戰鬥力，將原第十一師之三個團，分別配屬於三個旅。李樹蘭率其第三十三團轉轄於第一一八旅高魁元旅長麾下。
戡亂開始，自1946年8月，至1948年冬，前後歷時二年多。李將軍率其三十三團，隨師往返奔馳於蘇、魯、皖、鄂、豫、陝六省之間，東援西剿，歷經大小戰役無數，且每戰皆捷。重要的戰役有章鳳集戰役、宿遷戰役、白馬關戰役、南麻戰役、土山集戰役、上蔡戰役。在這些戰役中，將軍屢破強敵，戰功顯赫。其中尤以魯西之戰，南麻之守，功勳最為顯著。於魯西之戰時，十一師在馮家沙窩、章鳳集、王陔一帶，與共軍劉伯承主力五個縱隊發生激戰，前後整整打了十個晝夜。共軍傷亡殆盡，無力續戰，紛紛抱頭鼠竄而逃。1947年6月下旬，國軍統帥部擬進攻沂蒙山區，中共陳毅老巢－南麻。命胡璉將軍率師轄下之五個團擔任攻擊中央之主力部隊。當時陳毅率兩個兵團共五個縱隊迎戰，喊著「活捉胡璉，上南京」的狂言。十一師終於攻克南麻，復再以師自作誘餌，實施釣魚戰術。以南麻為核心，利用特殊地形構築堅固環形陣地，等待陳毅入彀。陳毅果然於7月17日，集合其五個縱隊合圍南麻，瘋狂進攻，用人海戰術輪番猛撲。血戰六晝夜，共軍死傷遍野，終於無功，狼狽而逃。十一師乃大獲全勝，最高長官明令嘉獎，特賞五億元。戡亂進行至此，李樹蘭將軍所率之三十三團，因在中原各戰場上驍勇善戰，屢建奇功，被選為全師的「英雄團」。（共軍稱之為老虎團）且「一一八」三字，使劉伯承、陳毅等共軍聞風膽寒。李將軍由於作戰有功，獲頒干城甲種一等獎章，並升任為第十一旅副旅長。

### 徐蚌會戰
十一師於黃泛區會戰後，便移師至河南確山、駐馬店一帶，從事短暫整補。並且奉命恢復原來軍、師番號，再以十八軍為基幹，擴編而成第十二兵團。但上峰臨陣換將，指派黃維將軍為司令官，胡璉將軍為副司令官。當時李樹蘭將軍改調為第十軍第七十五師副師長。1948年11月8日，軍團奉命自確山採單一路線行軍方式，東援徐州。但黃維將軍，沒有實際指揮過與當時的共軍作戰經驗。尤其剛到兵團，對各軍、師的歷史背景和戰鬥力不甚清楚。更對共軍劉、陳二將之戰略戰術缺乏真正的瞭解和對應之策。因此十二兵團一路走來，狀況連連，且處置失當。又因他過於自信自負，一切以奉行上級命令為優先，所以不納建言。按軍隊體制，胡璉副司令官也難以發揮其作用。當大軍行至蒙城，胡將軍正逢父喪，就藉此請假離開前線返回武昌。於是第十二兵團就在黃維司令官統率下，邊戰邊走，終於被共軍誘進早已佈置好的雙堆集口袋陷阱中，為劉伯承、陳毅十多個縱隊數十萬人，重重圍困。雙堆集天然環境，及各種人為設施，無法構築堅固防禦陣地，不宜防守作戰。兵團曾請示立即突圍，卻不獲層峰核准。黃維司令官又無膽識作此斷然決定，因此血戰從11月底至12月初慘烈進行，雙方死傷重大。但共軍源源增援，砲火尤為猛烈，國軍許多據點相繼失陷。又因第一一○師叛變投共，核心陣地也大受威脅。而且戰鬥到此，已有糧盡彈絕之憂慮，僅完全仰賴空投補給。但空投數量有限，難以供應十萬大軍及槍砲之消耗。最高領袖得悉此一情況，極為震驚，速召胡璉將軍，坐小飛機空降雙堆集，企盼解救危局，但大錯已鑄成，為時晚矣！
最後兵團乃下決心，於12月15日深夜，分數個縱隊向東南及西南方向突圍。殆戰至深夜，能衝出重圍之官兵，合計1,200餘員。當晚，司令官黃維、副司令官胡璉，也分別各乘戰車急駛衝出。胡璉於開啟砲塔門進入車內之頃，背部中流彈，共軍追來，槍、砲射擊，手榴彈爆炸，胡璉受重傷。:119後來胡璉遇到第十二兵團未被包圍的第十八軍騎兵團及第十八軍第四十九師，適時前來接應（胡璉棄車由部屬護擁徒步南行，16日終於平安抵達蚌埠），轉往上海就醫。:119而司令官黃維，軍長楊伯濤、吳紹周、覃道善，及師長王元直、尹鐘嶽等數位，均不幸被俘。李樹蘭在這一次戰役中，兼兵團快速縱隊司令，突圍時砲彈傷及背部，但幸運能平安到達蚌埠。

徐蚌會戰之慘敗，其影響所及，是國軍其他兵團，不是戰敗就是投共，加速大陸沈淪，最後政府退據台灣。

### 長汀之戰
徐蚌會戰後，胡璉被任命為第二編練司令部司令官，迅速整訓舊部， 重建兵團。1949年2月中，胡璉決定第二訓練司令部所轄第十軍及第十八軍收容地為江山，至月底，共得8,000餘人。:258在上饒附近之第六十七軍，亦有番號而人員不足。:2583月初，胡璉適奉國防部「第二編練司令部應綏靖贛、浙、閩三省邊區，以防共『匪』潛入滲透」之命。:258胡璉乃請准衢州綏靖公署，移司令部於江西南城。:258
李樹蘭將軍被拔擢為陸軍第一一八師上校師長。乃帶傷就任，並於金陵、浙、贛間收容突圍歸來部屬，重建部隊。接著在江西南城、黎川、南豐一帶徵召新兵，日夜整訓，苦練戰技，勤奮不懈。隨後中共橫渡長江南侵，新兵之師，勢難對抗強悍之敵。於是將軍率師機動轉移於閩粵邊區，掃蕩土共叛逆，邊戰邊訓，重振軍威。其間尤以長汀之戰最為奏功。是役將軍計誘叛逆李漢沖部入城，然後圍攻其三個保安團及幹部大隊，俘獲二千餘人，槍械千餘支。因此一一八師士氣大振，又恢復了昔日在中原戰場上的雄風。
1949年5月，國防部已由南京移駐廣州，命令胡璉部隊恢復第十二兵團番號縮編為第十軍及第十八兩軍，迅即加入戰鬥序列，拒止敵軍於南豐以北。:261胡璉乃以第六十七軍與第十軍合編為第十軍，軍長劉廉一，轄第十八師師長尹俊，第六十七師師長何世統，第七十五師師長王靖之，另兩個獨立團。:261第十八軍，軍長高魁元，轄第十一師師長劉鼎漢（在浙江南部），第十四師師長羅錫疇，第一一八師師長李樹蘭。:261胡部裁減1個軍，:142編入華中剿匪總司令部戰鬥序列。:142是月底，第二編練司令部改為第十二兵團，胡璉奉召晉見蔣於台灣高雄，垂詢兵團狀況後，面示「應肅清閩粵叛變團隊，打通後方補給地之潮汕，並準備保衛台灣」。:257
1949年6月底，第十二兵團侷促於廣昌、石城間，胡璉僅有黃金10條，乃召集軍、師長面分之，各得其一，其餘3條送眷屬到廈門，再轉台灣。:279各部隊每人每日由縣府供應銅板5枚，作為菜金，但操課不輟，毫無怨言，亦無他念。:279
長汀之戰後，李樹蘭將軍率師轉移至粤東汕頭一帶待命。此時胡璉司令官將一批由昆明空運來的輕、重武器補充給一一八師，接著上級又撥發了一批手槍等作戰器材。至此，一一八師戰鬥力大增，因而軍容雄壯，士氣高昂，有助於爾後在金門創下古寧頭大捷。

### 金門戰役
1949年，國軍在大陸戰爭節節失利。上海淪陷，國軍撤至舟山群島，戰事即將擴展至東南沿海。
1949年9月初，胡璉撤往潮汕。第十八軍第十四師守備長汀、連城、瑞金、會昌，第十一師由閩東經台北到普寧、揭陽，第一一八師亦集結汕頭附近。:2649月中旬，福建、江西前線形勢大變。:264
9月底，第十二兵團司令部與江西省政府主席方天之保安團，會合於梅縣、潮州間。:264為強化陣容，嚴整隊伍，因方天之授權，胡乃從事部隊之再編組。:264第十二兵團再度整編：第十八軍軍長高魁元，轄第十一師師長劉鼎漢、第四十三師師長鮑步超、第一一八師師長李樹蘭；第十九軍軍長劉雲瀚，轄第十三師師長吳垂昆、第十四師師長羅錫疇、第十八師師長尹俊；第六十七軍軍長劉廉一，轄第五十六師師長沈莊宇、第六十七師師長何世統、第七十五師師長汪光堯。:265羅卓英啣陳誠之命，來調軍隊。:265
1949年10月，在台灣之東南軍政長官公署，正式明令第十二兵團歸胡璉指揮，並即向舟山群島增援，胡璉於此遂解除任務遂行之困擾。:267第六十七軍劉廉一部為第一船團，即向舟山航行。第十二兵團部將率第十九軍劉雲瀚部為第二船團，繼續發航，為時當在10月18日以後。:267胡璉逕去台灣，面請指示。:267東南軍政長官公署，對舟山群島已有重新部署，郭懺受命為前進指揮所主任，統轄原駐舟山之第七十五軍、第八十七軍及第十二兵團。:267不二日，陳誠面示胡璉：軍事及人事部署已有變更，令胡璉以第十二兵團司令官及福建省政府主席名義率領所部第十八軍、第十九軍，接任金门防務，湯恩伯及李良榮兩將軍調回台灣。:268正在海峽中行進之第二船團，已令駛赴金門。:268胡璉回台不久，船到汕頭，時正10月初旬，高魁元率其第十八軍迅赴金門。:266
10月10日起，第十八軍以第十一師為前衛，陸續抵達金門。當時金門防務由第二十二兵團李良榮將軍負責防守，全島分東、西兩區。西區由第二〇一師的六〇一團和六〇二團負責古寧頭至瓏口沿海岸一帶之守備。此師屬於台灣的第八十軍為青年軍，兩團兵力約5,000人。東區由第四十五師負責防守，該師是由大陸機場之警衛部隊編成，約4,500人。全島軍事單位很多，都是由大陸撤退而來，官多兵少，因此第二十二兵團所轄兩軍六師，實力總計只有一萬多人。第十八軍抵達後，東區指揮官是第十八軍軍長高魁元，軍部位於山外，其所轄第十一師配置於料羅灣左右地區。西區指揮官是第二十五軍軍長沈向奎，其所轄第四十師配置於水頭左右。全島機動部隊則由第十八軍第一一八師擔任，配屬一個戰車營，師部駐防瓊林。當時圍繞金門之對岸，有共軍三個軍約十餘萬人，準備進攻金門。因為戰火迫在眉睫，第一一八師面對敵情乃不停的在演習，操練各種戰技。特別著重在步戰協同攻擊的作戰要領與方法，同時官兵也藉此熟悉了全島的地形地貌，有利於日後作戰。
10月19日，國民革命軍第十九軍劉雲瀚部（下轄第十三師、第十四師、第十八師）奉公署命改駛金門，10月22日晚抵達金門，因接駁效率不彰，直到10月24日晚才將部隊一半接運上岸。:155
10月22日，福州綏靖公署代主任湯恩伯以當地最高長官身份，發佈一道作戰命令：「所有金門島部隊，在十二兵團胡司令官未到達以前，均歸二十二兵團李司令官統一指揮。」:158
在10月24日，演習完畢後，李樹蘭對官兵作簡短指令：「近日對岸燈火通明，集結船隻，我看『八路』就要來了。今晚起，你們睡覺不許脫衣服、鞋子，把槍抱著睡，彈藥裝備帶在身邊。一有狀況，馬上把步槍、衝鋒槍背帶纏在手上端著，成連橫隊向前進。遇到『八路』就猛衝猛打，打他個措手不及。大家要矮著身子，不要挺著幹。」接著又召集連長以上幹部指示：「如果敵人登陸，你們不必再等命令，部隊要迅速採取行動，快攻猛打，殲敵於海岸灘頭，並阻其後續部隊增援。」當時他脖子上圍著擦汗的毛巾，以沈著勇敢的氣概，說明了作戰的方法與要領。
是日深夜，對岸砲火果真向金門狂射。李樹蘭立刻打電話給軍長及各團長，但電話不通。於是他就令杭副師長指揮師部所有官兵馬上準備作戰，自己帶著幾名衛士和無線電兵，立刻向前線衝去。10月的金門，東北季風強勁淒厲地吹著，夜色特別黑暗。不久海岸線上，就響起密集而脆亮的槍砲聲，曳光彈、槍砲彈的弧線劃破寂靜的夜空。此時高軍長來到師部，當他看不到李師長時，十分著急，立刻派參謀去找。不久參謀回報，李樹蘭已在第一線戰壕中指揮反擊，已經掌握部隊，也穩定危急的戰況。
古寧頭戰役，是從10月25日凌晨2時左右開始。共軍之第十兵團第八十二師、第八十四師、第八十五師，各以一個加強團編成渡海第一突擊梯隊約萬余人。由第二十八軍軍長朱紹清指揮，自蓮河、澳頭一帶地區分乘木船，向金門西區的古寧頭迄瓏口之線進犯。雖然遭到守軍第二〇一師抵抗阻擊，但很快突破防線，攻佔古寧頭南山、北山、林厝及觀音亭山與其沿海地區。共軍企圖先用一部分兵力，佔領島之蜂腰地帶的雙乳山，截斷國軍東西兩區的聯繫。以主力解決西區守軍，再以全力進攻東區。幸好在共軍登岸尚未完成其作戰指揮系統之前，就為第一一八師之第三五三團，駐防在安岐的第一營營長耿將華及第三營營長孫罡，遵照師長日間指示，及時頂了上去，一陣快攻猛打，就打亂了共軍之陣形，也打垮了其士氣。
共軍傷亡慘重，此股共軍乃局限於古寧頭，暫停南進。在另一端，攻入國軍第六〇二團觀音亭山附近陣地之共軍，威脅瓊林全島峰腰地帶。但在4時左右，第一一八師之第三五四團，已迅速完成戰備，展開於後半山。李師長當即下令向觀音亭山的共軍攻擊，戰車營在拂曉前，也進入後半山，經中堡協同第三五四團向共军進攻，師指揮所也進入後半山督戰。經3小時多激烈戰鬥，於早晨7時許，即將觀音亭山附近共軍全部消滅。共軍被俘約有2,000人，傷亡約1,000餘人。同時本日早上6時許，師之第三五二團就已自沙美跑步趕到後半山師指揮所待命。李師長乃命第三五二團進入安岐、協同第三五三團擊退當面之共軍。戰鬥至此，登陸之共軍經國軍第一一八師猛烈的阻擊，已死傷大半，喪失戰志，失去主動攻擊戰力，只有盤據古寧頭及林厝高地，原國軍第二〇一師留下永久陣地負隅頑抗，等待對岸援軍。又在此之前，第十八軍高軍長已被任為全島之總指揮。
由於強烈風浪，不熟悉潮汐漲退，結果搶灘船隻因退潮而全數陷在沙灘上動彈不得。:174李樹蘭為形成並保持國軍之優勢，乃命東區預備隊，第十一師之第三十一團，及正下船第十八師之第五十二團，梯次加入戰鬥。沿著海岸進攻，切斷共軍歸路，並燒毀其船隻，使其不能駛回接運援敵。接著又命剛到達的第十九軍所轄之第十四師第四十二團，協同第三五二團攻擊林厝之共軍，不幸團長李光前陣亡殉職。
25日全天，第一一八師的反擊都在激烈進行。早上9點，李師長以第三五四團為師預備隊，命第三五二團在八輛戰車協同下，攻下湖南高地，李師長即將其指揮所推進至湖南高地。此時第三五三團之第二營也奉命加入合攻埔頭，一時硝煙、火海、殺聲四起，共軍紛紛投降。然後李師長以三團並列，攻擊前進至林厝高地。但此處因共軍據有國軍留下的永久性陣地，加上到處泥濘，故進展不易。直到14時，第三五二團、第三五三團才攻下林厝東北。至17時，第三五二團和第三五三團再度攻入林厝，不幸第三五三團第二營營長陳敦書陣前殉國。當日戰鬥至黃昏前，已將共軍壓迫於古寧頭，林厝之線。由於竟日戰鬥，頗有傷亡，官兵亦感疲勞，乃奉命整頓暫停攻擊，但仍與共軍保持接觸，並嚴密監視。
10月26日拂曉，李樹蘭仍擔任總攻擊指揮官。他以第三五二團、第三五四團，以及剛配屬於第一一八師的第十八師之第五十四團為攻擊主力部隊，第三五三團為師預備隊，展開於林厝以南之線，分向南山、北山、及北山海邊據點猛烈攻擊，戰車營則協力第三五四團之進攻。戰鬥自凌晨起激烈進行，李樹蘭一馬當先，親在第一線指揮督戰，全師幹部個個奮勇向前衝殺，無人落後，共軍也頑強抵抗，衝攻極為壯烈。胡璉由台船抵戰地，經面報戰況後，胡璉親與各師長通話指示，士氣大振。:167上午10時，胡璉到達大、小金門間之水頭。:268上午11時，東南軍政長官公署副長官羅卓英偕胡璉抵水頭村，晤湯恩伯後，旋即赴湖南高地，將部署略為調整。:177胡璉當即令李樹蘭，親赴林厝前線指揮督陣，並限即日結束戰鬥。同時又令第十四師之第四十一團，由湖下徒步涉水，自西向古寧頭之敵包圍襲擊。李師長當即遵令至林厝，召集第三五二團團長唐俊賢、第三五四團團長林書嶠，區分攻擊目標，並令各集中該團重武器，組織衝鋒隊，先以集中的重武器之火力，壓制共軍的地堡火力，另行規定信號衝鋒。經過多次激烈的衝殺，到下午5時半左右，古寧頭共軍大部被國軍殲滅。僅北山尚餘殘敵200餘人，憑藉堅固建築物頑抗。李師長令第三五三團團長楊書田，集中火力，並以師屬火箭筒配屬之，實施猛攻，到深夜11時許，共軍始全部就殲。李師長遂令各團守好沿岸，防止共軍增援。
10月27日晨，國軍已盡殲古寧頭村內之敵。:270拂曉，再命第一一八師及第十四師各一部分部隊，繼續沿海岸線搜索殘敵。不久發現村北岸尚有共軍甚多，係10月26日夜由廈門增援而來，船去，人不能攀登，經曉諭後，乃棄械而降。:270後又在古寧頭以北斷崖下之沙灘上，發現共軍1,300餘人，當即予以猛攻，斃敵400多人，餘900多人全部繳械投降。至此，一場大戰始告結束。:270上午9時30分，李樹蘭由古寧頭直接向胡璉作如上報告。:270不久，東南軍政長官陳誠飛臨金門，曾親至戰地視察，歸時途次一三二高地，100餘名人槍整齊之共軍突由深壕密草中竄出，旋即伏降。:270此時乃下午4時餘，應為真正之戰事結束。:270古寧頭大捷，李樹蘭獲頒四等寶鼎勳章一座，晉升少將。其後，於1950年4月，特別頒發團體榮譽旗，以獎參與此役特著功績之第一一八師及第十八師。:281第一一八師獲頒「虎」字榮譽旗，從此將軍被譽為「金門之虎」，第一一八師被稱為國軍中的「虎軍」。

#### 附記
李樹蘭指揮古寧頭戰場之作為，當時第十八軍作戰處長侯傳仁將軍，在他寫的「悼念李將軍樹蘭」一文中，有極為詳實貼切的描述。謹摘錄其中有關部分於後：「三十八年十月二十五日凌晨，我隨軍長高先生前往瓊林，指揮反擊作戰，待到一一八師司令部，國副師長（師有二位副師長）報告說：『師長一聽到砲響，便帶著幾個衛士及通信兵到前方指揮部隊去了，到現在還沒有連絡上。』高先生沉思片刻，便命我去找李師長趕快連絡。我當時帶著衛士在路上見傷兵陸續而來，人影幢幢，血跡斑斑，砲彈槍彈在前後左右呼嘯飛掠。我們沿著電話線摸索，遇見受傷官兵詢問李師長位置，終於在後半山一條山溝旁邊看到李師長正在接聽電話。槍聲激烈，噪耳不清，李將軍看到我，頗為興奮，未等我說話，一手拿著聽筒，一手用他習慣的手式，大聲對我說：『現在已經挺住啦！回去報告軍長，請他放心好啦！』我看李將軍左右，僅有數名衛士及通信兵，地上一盞灰暗的馬燈，下面舖了個地圖，他自己佩帶一枝四五手槍，毫無難色怯意。猶如關雲長據守華容道，張翼德雄立當陽橋，威風凜凜，殺氣騰騰。身臨戰場，面對強敵，而目無餘子，令人肅然起敬。隨後他要我設法找戰車營陳營長，趕快出動戰車。我看他身邊也無別人可以差遣了，只好應命前往。在二十五日晚上八時許，我們隨高先生回山外軍司令部前，李將軍一直都在第一線陣頭指揮作戰，未回瓊林。二十五日這一天，確實是古寧頭戰役成敗的關鍵，倘非將軍以果決明快之處置，督飭所屬各部迅速赴援古寧頭守備部隊，而使登陸共軍進逼金門城及瓊林，使金門守備東西不能呼應，縱起孫吳於地下，恐亦難為力矣。在二十六日九時許，我隨同高先生到達湖南高地李將軍指揮所，距敵人僅千餘公尺，時有槍彈飛過或落在附近。我向高先生建議，到湖南村二○一師司令部以策安全，高先生笑著說：『有李師長在這裡，你還怕什麼。』十一時許胡先生、二十二兵團司令官李良榮、萬副總司令陪同東南長官公署副長官羅卓英將軍到達湖南高地。高先生報告當前情況後，大家就地或立或坐談笑風生，都無視於身在險地。稍後胡先生看看李將軍向羅副長官報告說：『如果一一八師今天打下古寧頭請副長官建議上級給他們一個榮譽番號。』羅副長官連聲應好。未久李將軍便自動的帶著他指揮所的人員，又向湖南高地前方推進，更為接近第一線部隊了。後來李司令官很鄭重的向胡先生說：『若非一一八師三五三團第一、三兩營主動反擊，則戰局實不堪設想。』於此，當可知李將軍及所部在古寧頭戰役中扭轉乾坤，轉危為安，一柱擎天，力挽狂瀾之偉大貢獻矣。」

### 八二三砲戰
1958年金門「八二三」砲戰發生，李樹蘭覺得胡璉處境孤危，冒險赴金，與共患難。:32李樹蘭為胡璉效勞解憂，以報知遇亦盡捍衛國家之軍人職責。李樹蘭負責指揮空投補給，不分晝夜冒著生命危險，在密集砲火下活躍於彈幕硝煙中，一一達成任務，使全島軍民不虞匱乏。砲戰高潮過後，李樹蘭則因咳嗽，手指前端腫脹，回台就醫，診斷為肺癌。於1959年1月手術切除半肺。

## 將軍與十八軍
在近代史中，國民革命軍陸軍第十八軍是中華民國陸軍中能征善戰的精銳部隊。該軍是於北伐完成後，由戰功彪炳之第十一師擴編而成。後歷經陳誠、羅卓英、方天、胡璉諸名將之卓越領導，參加剿共、抗日、戡亂等無數戰役，始終保持能戰、敢戰、樂戰的驃悍軍風，成為保國衛民的中流砥柱，堪稱為國軍中之常勝勁旅。
李樹蘭之軍旅生涯，黃金歲月都在第十八軍服務。在胡璉麾下，李樹蘭是一位戰功豐碩最傑出的將領，深受胡璉所倚重，也受全軍袍澤所欽敬。在第十八軍戰史中，許多艱險困難戰鬥任務，胡璉均指派李樹蘭前往執行，而李樹蘭確也準能化險為夷，凱旋歸來。例如國軍抗日戰史中，最具歷史意義的石牌保衛戰，和其後的常德會戰、湘西大捷，以及戡亂戰役中的魯西之戰、南麻之戰、金門古寧頭大捷，李樹蘭都是克敵致勝功臣。「十八軍軍史」一書中「李樹蘭將軍傳」及胡璉「悼念李樹蘭將軍」文中, 均記載李樹蘭之英勇事蹟，對國家奉獻和對長官之忠義精神。

## 軼事
1950年11月，第十八軍調防臺灣宜蘭。美軍已開始協防臺灣，台灣海峽暫無風波，故國軍乃展開大規模的整編與訓練。軍官們也要開始研究軍事學術，及加強反共思想教育。國防部成立許多軍事訓練機關，分別調訓各級幹部。李樹蘭先後參加圓山訓練團初、高級班受訓，成績都很優越。後來又調至陸軍指揮參謀大學受訓，參大所有教材、教法、作業方式等，全從美軍搬過來。以李樹蘭時代背景和過去所受軍事教育，在欠缺英語基礎下，比較不容易適應。但將軍仍非常努力用功，不幸是在一次測驗時，他將教材帶進教室，違反規定，被年輕校級教官指責。李樹蘭認為受訓之目的在研究學習，不在考試，李樹蘭就在教室與教官發生衝突爭執，結果參謀大學上報陸軍總部予以退學。接著部隊整編時，又調為少將高參閒職。

## 晚年
將軍軍職20餘年，國家處於外患內亂之際，不是訓練部隊，就是與敵人作戰，東征西討，鮮有閒暇鑽研軍事以外的學問。其晚年生活儉樸自持，以閱讀報紙和讀書來滿足求知渴望。消遣就是看電視新聞、平劇、或是含飴弄孫。平日恆便衣粗服，不知者當不識其曾是叱吒疆場，辟易千軍之虎將。金城新村村民曾推選李樹蘭擔任村長多年。他曾為全村設福利社，開辦幼稚園，又為各眷戶爭取增建磚圍牆，鋪修馬路，遍植樹木，綠化美化眷村環境，並裝置路燈，設立菜市場等，以造福村民。
將軍於1970年4月22日病逝，享壽63歲。昔日長官、同僚、袍澤感念其懋績功在國家，特為舉行隆重軍禮治喪。四位上將國旗覆棺，總統蔣中正頒旌忠狀及「忠勤著績」輓額。

## 評價
李樹蘭投身軍旅，當初最大目的，就是抵抗日本侵略，並企望擺脫自鴉片戰爭以來，遭受世界列強欺壓侵凌的惡夢。將軍一生戎馬，其八年抗日之艱險奮鬥，屢建奇功，對國家貢獻之大，實為中華民族之抗日英雄。石牌大捷 是中華民國抗日戰爭，由劣勢轉為優勢的一個重要戰役，高層將其比作如蘇、德之史達林格勒戰役。全體官兵抱必死決心，誓與要塞共存亡。經10餘日艱苦血戰，傷亡高達4,000餘人，始終未動搖殺敵衛國之壯志，致使日軍損失慘重，知難而退。這種忠勇愛國的奮戰精神，不但震撼全國，也提高了民心士氣，更堅定了抗日必勝的信心。戰後許多中外記者及英美軍官至戰地參觀，對國軍英勇作戰之精神，莫不倍加讚揚與敬佩。這也使國際間對中華民國國軍的觀感為之一新，增加日後軍經援助，同時也提高當時中華民國國際地位。
古寧頭大捷，是當時戡亂戰爭以來，最大的一次勝利，不僅徹底消滅了來犯的全部共軍，而且極具歷史意義。因為自徐蚌會戰慘敗之後，全國民心惶惶，士氣低落，共軍長驅直入，勢如破竹，所到之處，望風披靡。不到一年，各地守軍，不是變節投共，就是不堪一擊而撤退，整個大陸河山為之變色。當時台灣，難民湧至，共諜活躍，而駐防國軍人數少，多屬新敗待整補之師。國際間對台灣前途感到悲觀，咸認淪入中共之手，乃旦夕之事。幸虧在此危亡之秋，獲此空前大捷，直接予當時驕狂的中共以當頭棒喝，痛挫其兇燄，重振國軍之士氣與聲威，也使國際觀感為之改變。這一勝利也改變歷史演進方向，使台灣免於中共之極權統治，中華民國國祚能在台灣延續。台澎金馬在戰後數十年中，能有安定的環境，創造繁榮的經濟，過著自由民主幸福的生活，飲水思源，首先應歸功於古寧頭大捷。
李樹蘭一生熱愛國家，耿介廉潔，且秉性堅毅勇猛，富於軍事才華，為國家立下無數汗馬功勞。對中華民族抵禦外侮，及台灣之安定繁榮，有重大貢獻。

## 外部連結
- 李樹蘭將軍傳 （页面存档备份，存于）
- 虎軍 （页面存档备份，存于）
- 我經歷過的長官 （页面存档备份，存于） - 廖明哲將軍的著作
- 金門日報全球資訊網-悼念李樹蘭將軍 （页面存档备份，存于）
- 林厝浴血殲敵紀念碑 - 金門戰地史蹟論壇 （页面存档备份，存于）